# Neogyps
Neogyps is een geslacht van uitgestorven havikachtigen dat in het Pleistoceen in Noord-Amerika leefde. De typesoort is Neogyps errans.

## Fossiele vondst
Fossielen van Neogyps zijn met name gevonden in de teerputten van Rancho La Brea in Californië en tevens in Chimney Rock in Colorado, Smith Creek Cave in Nevada en de grotten van San Josecito in de Mexicaanse staat Nuevo León. De vondsten dateren uit het Laat-Pleistoceen.

## Kenmerken
Neogyps had het formaat van een steenarend.

## Verwantschap
De taxonomische positie van Neogyps is onduidelijk door het beperkte fossiele materiaal. De soort wordt wisselend gezien als gier uit de Gypaetinae of als arendachtige. 